# Anita Cerquetti

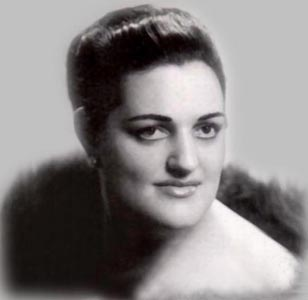
Anita Cerquetti

Anita Cerquetti (Montecosaro, 13 aprile 1931 – Perugia, 11 ottobre 2014) è stata un soprano italiano.

## Biografia
Dal natio paese marchigiano si trasferì con la famiglia a Città di Castello, dove trascorse la gioventù. Studiò al liceo classico e privatamente violino. A sedici anni cantò al matrimonio di un'amica e un musicista del Teatro San Carlo di Napoli presente le consigliò di provare a studiare canto. Si iscrisse al Conservatorio Francesco Morlacchi di Perugia sotto la guida del maestro Aldo Zeetti vincendo in breve tempo diversi concorsi, fino a quello importante del Teatro lirico sperimentale Adriano Belli di Spoleto, grazie al quale poté debuttare in Aida nel 1951.
Nel 1955 si esibì in Norma al Giardino di Boboli a Firenze e in Un ballo in maschera alla Lyric Opera di Chicago. Nel 1956 interpretò Aida alle Terme di Caracalla e al Teatro La Fenice di Venezia e La Gioconda a Firenze. Nel 1957 ancora Aida al Teatro dell'Opera di Roma, Ernani in una storica edizione diretta da Dimitri Mitropoulos e Un ballo in maschera a Firenze, Don Carlo a Chicago. Nel 1958 debuttò al Teatro alla Scala con Nabucco.
È nota al grande pubblico anche per aver sostituito Maria Callas nel gennaio 1958 nella seconda e terza recita di Norma, dopo l'abbandono clamoroso del soprano greco-americano durante la rappresentazione inaugurale della stagione del Teatro dell'Opera di Roma.
Nel 1960 fu interprete vocale del testo musicale del balletto Laudes Evangelii con musica di Valentino Bucchi e cantò lo Stabat Mater di Gioachino Rossini alla Scala. Nello stesso anno ci fu il ritiro dalle scene.
Anita Cerquetti ha svolto una carriera importante, per quanto breve, di soprano drammatico, che l'ha vista sui grandi palcoscenici italiani e internazionali. Il precoce abbandono avvenne per motivi di salute e, come disse lei stessa, per scelte personali, suscitando il rimpianto del pubblico e della critica.

## Repertorio
| Ruolo      | Titolo                 | Autore     |
| ---------- | ---------------------- | ---------- |
| Norma      | Norma                  | Bellini    |
| Noraima    | Gli Abenceragi         | Cherubini  |
| Gioconda   | La Gioconda            | Ponchielli |
| Tosca      | Tosca                  | Puccini    |
| Anaide     | Mosè                   | Rossini    |
| Matilde    | Guglielmo Tell         | Rossini    |
| Agnese     | Agnese di Hohenstaufen | Spontini   |
| Abigaille  | Nabucco                | Verdi      |
| Elvira     | Ernani                 | Verdi      |
| Leonora    | Il trovatore           | Verdi      |
| Elena      | I vespri siciliani     | Verdi      |
| Amelia     | Un ballo in maschera   | Verdi      |
| Leonora    | La forza del destino   | Verdi      |
| Elisabetta | Don Carlos             | Verdi      |
| Aida       | Aida                   | Verdi      |
| Rezia      | Oberon                 | Weber      |

## Discografia

### Incisioni in studio
| Anno | Titolo      | Cast                                                                                                   | Direttore            | Etichetta |
| ---- | ----------- | --- | -------------------- | --------- |
| 1957 | La Gioconda | Anita Cerquetti, Mario Del Monaco, Ettore Bastianini, Giulietta Simionato, Cesare Siepi, Franca Sacchi | Gianandrea Gavazzeni | Decca     |

### Registrazioni dal vivo[2]
| Luogo             | Data              | Titolo               | Cast | Direttore           | Etichetta                   |
| ----------------- | ----------------- | -------------------- | --- | ------------------- | --------------------------- |
| Torino            | 16 novembre 1955  | I vespri siciliani   | Anita Cerquetti, Carlo Tagliabue, Giuliano Ferrein, Mario Ortica, Miti Truccato Pace, Boris Christoff Coro e Orchestra Sinfonica di Torino della RAI                                 | Mario Rossi         | Myto, Claque, Walhall       |
| Firenze           | 7 gennaio 1956    | La Gioconda          | Anita Cerquetti, Gianni Poggi, Ebe Stignani, Ettore Bastianini, Giuseppe Modesti, Lucia Danieli Coro e Orchestra del Maggio Musicale Fiorentino                                      | Emidio Tieri        | Myto                        |
| Trieste           | 18 gennaio 1956   | Oberon               | Anita Cerquetti, Mirto Picchi, Petre Munteanu, Piero De Palma, Miriam Pirazzini Coro e Orchestra Sinfonica di Milano della RAI                                                       | Vittorio Gui        | Myto                        |
| Firenze           | 9 maggio 1956     | Gli Abenceragi       | Anita Cerquetti, Lois Roney, Alvinio Misciano, Mario Petri, Aurelian Neagu, Paolo Washington Coro e Orchestra del Teatro Comunale di Firenze                                         | Carlo Maria Giulini | Gala, Andromeda, Line Music |
| Firenze           | 6 giugno 1956     | Don Carlo            | Anita Cerquetti, Angelo Lo Forese, Cesare Siepi, Fedora Barbieri, Ettore Bastianini, Giulio Neri Coro e Orchestra del Maggio Musicale Fiorentino                                     | Antonino Votto      | Myto                        |
| Roma              | 27 giugno 1956    | Mosè                 | Anita Cerquetti, Nicola Rossi-Lemeni, Agostino Lazzari, Giuseppe Taddei, Gianni Jaia, Plinio Clabassi, Anna Maria Rota, Rosanna Carteri Coro e Orchestra Sinfonica di Roma della RAI | Tullio Serafin      | Myto                        |
| Firenze           | 6 gennaio 1957    | Un ballo in maschera | Anita Cerquetti, Gianni Poggi, Ettore Bastianini, Ebe Stignani | Emidio Tieri        | SRO, Andromeda              |
| Firenze           | 14 giugno 1957    | Ernani               | Mario Del Monaco, Anita Cerquetti, Ettore Bastianini, Boris Christoff | Dimitri Mitropoulos | Myto                        |
| Roma-RAI          | 29 settembre 1957 | La forza del destino | Anita Cerquetti, Pier Miranda Ferraro, Aldo Protti, Boris Christoff | Nino Sanzogno       | CBS/Sony, Bongiovanni, Myto |
| Napoli            | 26 dicembre 1957  | Norma                | Anita Cerquetti, Renato Gavarini, Fedora Barbieri, Giuseppe Modesti Coro e Orchestra del Teatro San Carlo di Napoli                                                                  | Mario Rossi         | Cetra                       |
| Roma              | 4 gennaio 1958    | Norma                | Anita Cerquetti, Franco Corelli, Miriam Pirazzini, Giulio Neri Orchestra e Coro del Teatro dell'Opera di Roma                                                                        | Gabriele Santini    | Myto                        |
| Città del Messico | 24 settembre 1958 | Aida                 | Anita Cerquetti, Flaviano Labò, Nell Rankin, Cornell MacNeil, Fernando Corena | Antonio Narducci    | Première Opera              |
| Amsterdam         | 1960              | Nabucco              | Anita Cerquetti, Dino Dondi, Giampaolo Corradi, Ugo Trama, Giovanna Fioroni Orchestra e coro della Hilversum Radio                                                                   | Fulvio Vernizzi     | Cantus Classics             |